# Joseph Aidoo
Joseph Aidoo (Tema, 29 settembre 1995) è un calciatore ghanese, difensore del Celta Vigo.

## Carriera

### Club
Aidoo ha iniziato la carriera nell'Inter Allies. È stato tra i candidati al riconoscimento di difensore dell'anno della Ghana Premier League 2013-2014. Nel corso della stagione 2014-2015 è stato anche capitano della squadra, nonostante la giovane età.
Nell'agosto 2015, gli svedesi dell'Hammarby hanno prelevato il giocatore per un prestito di 6 mesi. Durante questo periodo Aidoo ha giocato perlopiù con la formazione Under-21 del club. Il 25 ottobre 2015, tuttavia, alla penultima giornata di campionato è stato chiamato a partire titolare in prima squadra vista anche l'assenza dello squalificato Richard Magyar: malgrado la sconfitta per 1-0 contro i campioni in carica del Malmö FF, è stato proprio il difensore ghanese ad essere votato come miglior giocatore dell'Hammarby di quella partita.
Prima dell'inizio della stagione 2016, l'Hammarby ha ufficializzato che il giocatore sarebbe rimasto in biancoverde a titolo definitivo con un contratto triennale. Nel corso della stagione, intorno a metà campionato, l'allenatore dell'Hammarby Nanne Bergstrand ha deciso di inserire stabilmente Aidoo al centro della difesa insieme al nuovo arrivato David Boo Wiklander. Il 12 settembre 2016 il ghanese ha realizzato il suo primo gol in Allsvenskan, rete che ha valso il temporaneo vantaggio in Hammarby-Örebro (terminata 1-1).
Alla ripartenza del successivo campionato svedese, iniziato ad aprile, il portale Goal.com lo ha inserito nella Top 11 africana del mese.
Nonostante alcune voci di mercato che lo vedevano vicino ai turchi del Trabzonspor, Aidoo è stato acquistato nel luglio 2017 dalla squadra belga del Genk per circa 1,25 milioni di euro.
L'11 luglio 2019 viene annunciato il suo passaggio al Celta Vigo per una cifra vicina agli 8 milioni di euro.
Il 30 gennaio 2025 passa in prestito al Real Valladolid.

### Nazionale
Aidoo ha fatto parte della Nazionale ghanese Under-20. Nel marzo 2015 ha conquistato la medaglia di bronzo ai Campionati africani Under-20. Nello stesso anno, tra il maggio e il giugno del 2015, è sceso in campo in tutte e quattro le partite giocate dal Ghana nel Mondiali Under-20, fino all'eliminazione ai quarti di finale contro il Mali.
Il 26 marzo 2019 esordisce in nazionale maggiore nell'amichevole vinta per 3-1 contro la Mauritania.

## Statistiche

### Presenze e reti nei club
Statistiche aggiornate al 18 giugno 2023.
| Stagione          | Squadra           | Campionato        | Campionato | Campionato | Coppe nazionali | Coppe nazionali | Coppe nazionali | Coppe continentali | Coppe continentali | Coppe continentali | Altre coppe | Altre coppe | Altre coppe | Totale | Totale |
| Stagione          | Squadra           | Comp              | Pres       | Reti       | Comp            | Pres            | Reti            | Comp               | Pres               | Reti               | Comp        | Pres        | Reti        | Pres   | Reti   |
| ----------------- | ----------------- | ----------------- | ---------- | ---------- | --------------- | --------------- | --------------- | ------------------ | ------------------ | ------------------ | ----------- | ----------- | ----------- | ------ | ------ |
| 2014-2015         | Inter Allies      | PL                | 8          | 0          |                 | -               | -               |                    | -                  | -                  | -           | -           | -           | 8      | 0      |
| 2015              | Hammarby          | AL                | 1          | 0          | SC              | 0               | 0               |                    | -                  | -                  | -           | -           | -           | 1      | 0      |
| 2016              | Hammarby          | AL                | 14         | 1          | SC              | 0               | 0               |                    | -                  | -                  | -           | -           | -           | 14     | 1      |
| 2017              | Hammarby          | AL                | 12         | 0          | SC              | 3               | 0               |                    | -                  | -                  | -           | -           | -           | 15     | 0      |
| Totale Hammarby   | Totale Hammarby   | Totale Hammarby   | 27         | 1          |                 | 3               | 0               |                    | -                  | -                  |             | -           | -           | 30     | 1      |
| 2017-2018         | Genk              | PL                | 22+11      | 3          | CB              | 4               | 0               |                    | -                  | -                  | -           | -           | -           | 37     | 3      |
| 2018-2019         | Genk              | PL                | 28+5       | 1+1        | CB              | 2               | 0               | UEL                | 5+1                | 1                  | -           | -           | -           | 41     | 3      |
| Totale Genk       | Totale Genk       | Totale Genk       | 66         | 5          |                 | 6               | 0               |                    | 6                  | 1                  |             | -           | -           | 78     | 4      |
| 2019-2020         | Celta Vigo        | PD                | 32         | 1          | CS              | 1               | 0               |                    | -                  | -                  | -           | -           | -           | 33     | 1      |
| 2020-2021         | Celta Vigo        | PD                | 25         | 0          | CS              | 2               | 0               |                    | -                  | -                  | -           | -           | -           | 27     | 0      |
| 2021-2022         | Celta Vigo        | PD                | 32         | 0          | CS              | 0               | 0               |                    | -                  | -                  | -           | -           | -           | 32     | 0      |
| 2022-2023         | Celta Vigo        | PD                | 35         | 3          | CS              | 2               | 1               |                    | -                  | -                  | -           | -           | -           | 37     | 1      |
| Totale Celta Vigo | Totale Celta Vigo | Totale Celta Vigo | 124        | 4          |                 | 5               | 1               |                    | -                  | -                  |             | -           | -           | 129    | 5      |
| Totale carriera   | Totale carriera   | Totale carriera   | 225        | 10         |                 | 14              | 1               |                    | 6                  | 1                  |             | -           | -           | 245    | 12     |

### Cronologia presenze e reti in nazionale
| Cronologia completa delle presenze e delle reti in nazionale ― Ghana | Cronologia completa delle presenze e delle reti in nazionale ― Ghana | Cronologia completa delle presenze e delle reti in nazionale ― Ghana | Cronologia completa delle presenze e delle reti in nazionale ― Ghana | Cronologia completa delle presenze e delle reti in nazionale ― Ghana | Cronologia completa delle presenze e delle reti in nazionale ― Ghana | Cronologia completa delle presenze e delle reti in nazionale ― Ghana | Cronologia completa delle presenze e delle reti in nazionale ― Ghana |
| Data                                                                 | Città                                                                | In casa                                                              | Risultato                                                            | Ospiti                                                               | Competizione                                                         | Reti                                                                 | Note                                                                 |
| -------------------------------------------------------------------- | -------------------------------------------------------------------- | -------------------------------------------------------------------- | -------------------------------------------------------------------- | -------------------------------------------------------------------- | -------------------------------------------------------------------- | -------------------------------------------------------------------- | -------------------------------------------------------------------- |
| 26-3-2019                                                            | Accra                                                                | Ghana                                                                | 3 – 1                                                                | Mauritania                                                           | Amichevole                                                           | -                                                                    |                                                                      |
| 9-6-2019                                                             | Accra                                                                | Ghana                                                                | 0 – 1                                                                | Namibia                                                              | Amichevole                                                           | -                                                                    |                                                                      |
| 2-7-2019                                                             | Suez                                                                 | Guinea-Bissau                                                        | 0 – 2                                                                | Ghana                                                                | Coppa d'Africa 2019 - 1º turno                                       | -                                                                    | 23’                                                                  |
| 14-11-2019                                                           | Cape Coast                                                           | Ghana                                                                | 2 – 0                                                                | Sudafrica                                                            | Qual. Coppa d'Africa 2021                                            | -                                                                    |                                                                      |
| 18-11-2019                                                           | São Tomé                                                             | São Tomé e Príncipe                                                  | 0 – 1                                                                | Ghana                                                                | Qual. Coppa d'Africa 2021                                            | -                                                                    |                                                                      |
| 9-10-2020                                                            | Antalya                                                              | Mali                                                                 | 3 – 0                                                                | Ghana                                                                | Amichevole                                                           | -                                                                    | 66’                                                                  |
| 12-10-2020                                                           | Aksu                                                                 | Ghana                                                                | 5 – 1                                                                | Qatar                                                                | Amichevole                                                           | -                                                                    | 75’                                                                  |
| 17-11-2020                                                           | Omdurman                                                             | Sudan                                                                | 1 – 0                                                                | Ghana                                                                | Qual. Coppa d'Africa 2021                                            | -                                                                    | 79’                                                                  |
| 12-10-2021                                                           | Harare                                                               | Zimbabwe                                                             | 0 – 1                                                                | Ghana                                                                | Qual. Mondiali 2022                                                  | -                                                                    | 74’                                                                  |
| 11-11-2021                                                           | Johannesburg                                                         | Etiopia                                                              | 1 – 1                                                                | Ghana                                                                | Qual. Mondiali 2022                                                  | -                                                                    |                                                                      |
| 17-11-2022                                                           | Abu Dhabi                                                            | Ghana                                                                | 2 – 0                                                                | Svizzera                                                             | Amichevole                                                           | -                                                                    | 77’                                                                  |
| 23-3-2023                                                            | Kumasi                                                               | Ghana                                                                | 1 – 0                                                                | Angola                                                               | Qual. Coppa d'Africa 2023                                            | -                                                                    | 87’                                                                  |
| 27-3-2023                                                            | Luanda                                                               | Angola                                                               | 1 – 1                                                                | Ghana                                                                | Qual. Coppa d'Africa 2023                                            | -                                                                    |                                                                      |
| 18-6-2023                                                            | Antananarivo                                                         | Madagascar                                                           | 0 – 0                                                                | Ghana                                                                | Qual. Coppa d'Africa 2023                                            | -                                                                    |                                                                      |
| 7-9-2023                                                             | Kumasi                                                               | Ghana                                                                | 2 – 1                                                                | Rep. Centrafricana                                                   | Qual. Coppa d'Africa 2023                                            | -                                                                    |                                                                      |
| 12-9-2023                                                            | Accra                                                                | Ghana                                                                | 3 – 1                                                                | Liberia                                                              | Amichevole                                                           | -                                                                    |                                                                      |
| 15-10-2023                                                           | Charlotte                                                            | Messico                                                              | 2 – 0                                                                | Ghana                                                                | Amichevole                                                           | -                                                                    | 24’ 28’                                                              |
| Totale                                                               |                                                                      | Presenze                                                             | 17                                                                   |                                                                      | Reti                                                                 | 0                                                                    |                                                                      |

## Palmarès

### Competizioni nazionali
- Campionato belga: 1

Genk: 2018-2019
- Supercoppa del Belgio: 1

Genk: 2019